# Zálezly (Skapce)
Zálezly (německy Salesl) jsou malá vesnice, část obce Skapce v okrese Tachov v Plzeňském kraji. Nachází se jeden kilometr jižně od Skapců. Je zde evidováno 21 adres. V roce 2011 zde trvale žilo 50 obyvatel.
Zálezly leží v katastrálním území Skapce o výměře 5,34 km².

## Historie
První písemná zmínka o vesnici pochází z roku 1379.

## Obyvatelstvo
| Rok            | 1869 | 1880 | 1890 | 1900 | 1910 | 1921 | 1930 | 1950 | 1961 | 1970 | 1980 | 1991 | 2001 | 2011 | 2021 |
| -------------- | ---- | ---- | ---- | ---- | ---- | ---- | ---- | ---- | ---- | ---- | ---- | ---- | ---- | ---- | ---- |
| Počet obyvatel | 149  | 136  | 132  | 158  | 160  | 149  | 172  | 22   | 82   | 82   | 142  | 131  | 74   | 50   | 56   |
| Počet domů     | 26   | 26   | 26   | 26   | 25   | 25   | 28   | 11   | 11   | 17   | 19   | 20   | 19   | 19   | 19   |

## Obecní správa
Při sčítání lidu v letech 1850–1953 Zálezly byly částí obce Skapce, se kterým patřily nejprve do okresu Stříbro, ale od roku 1960 v okrese Tachov. Od 1. ledna 1980 do 31. prosince 1991 byly částí města Kladruby v okrese Tachov. Od 1. ledna 1992 jsou opět částí obce Skapce v okrese Tachov.

## Galerie

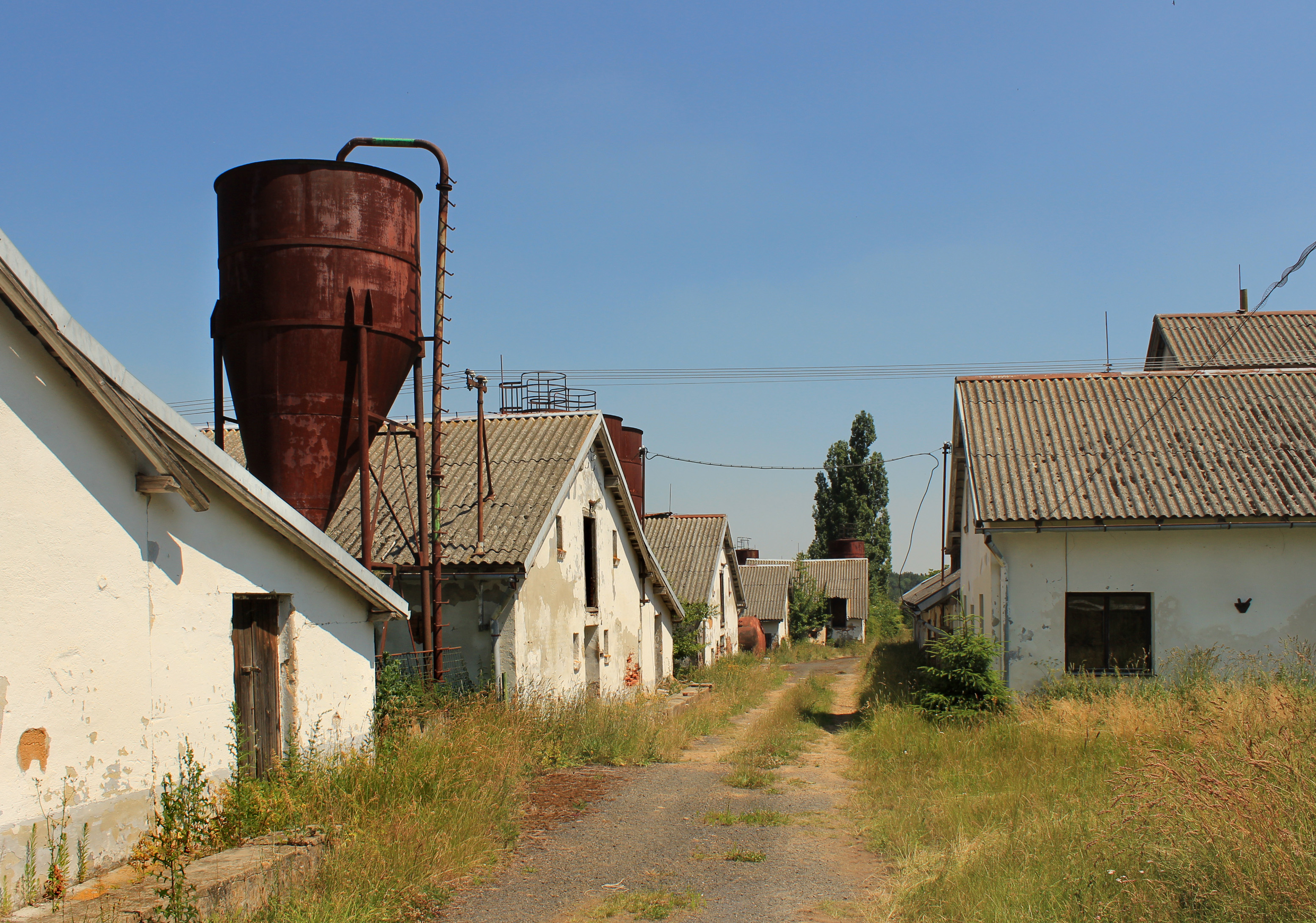
Opuštěné JZD
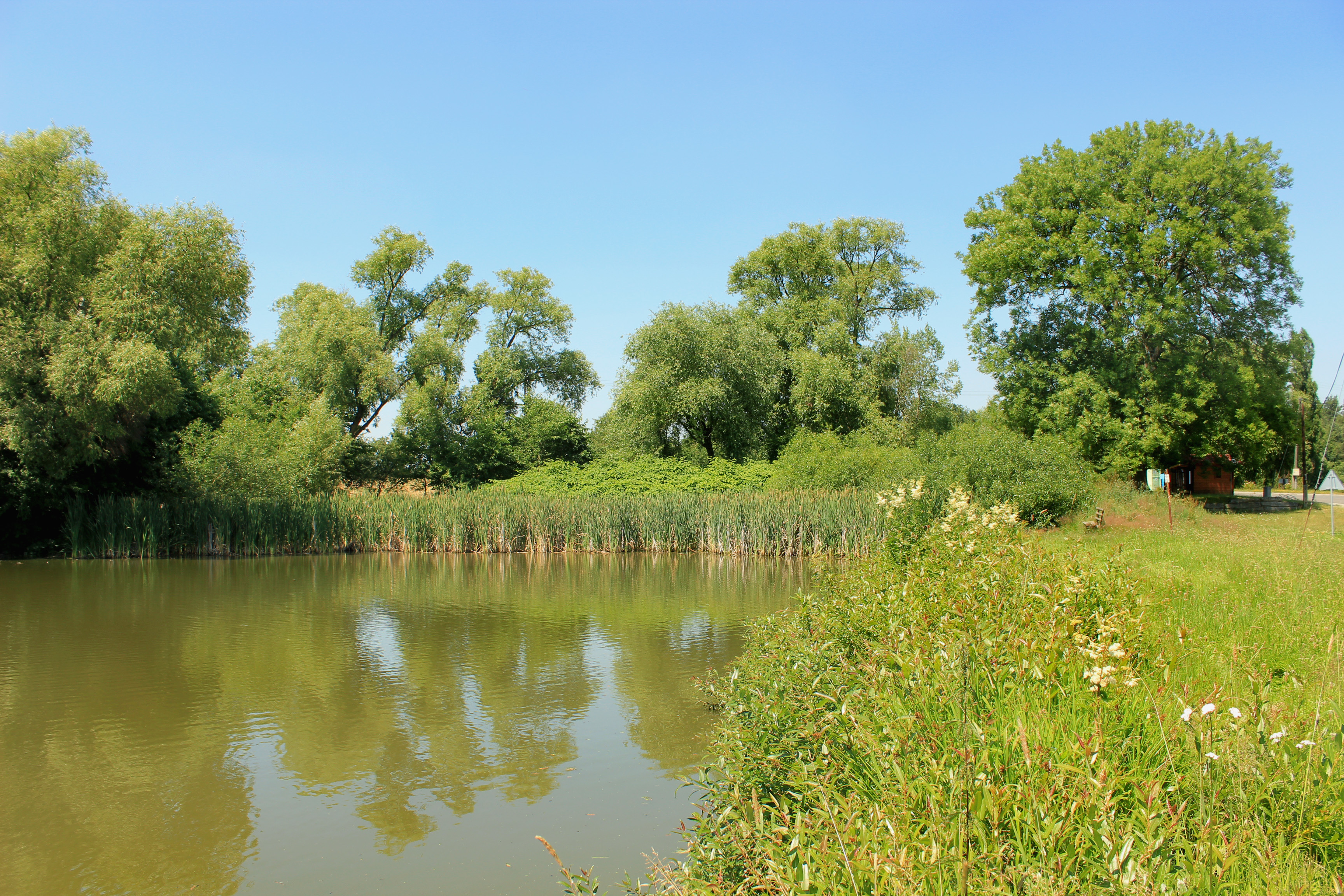
Rybník na západě vesnice
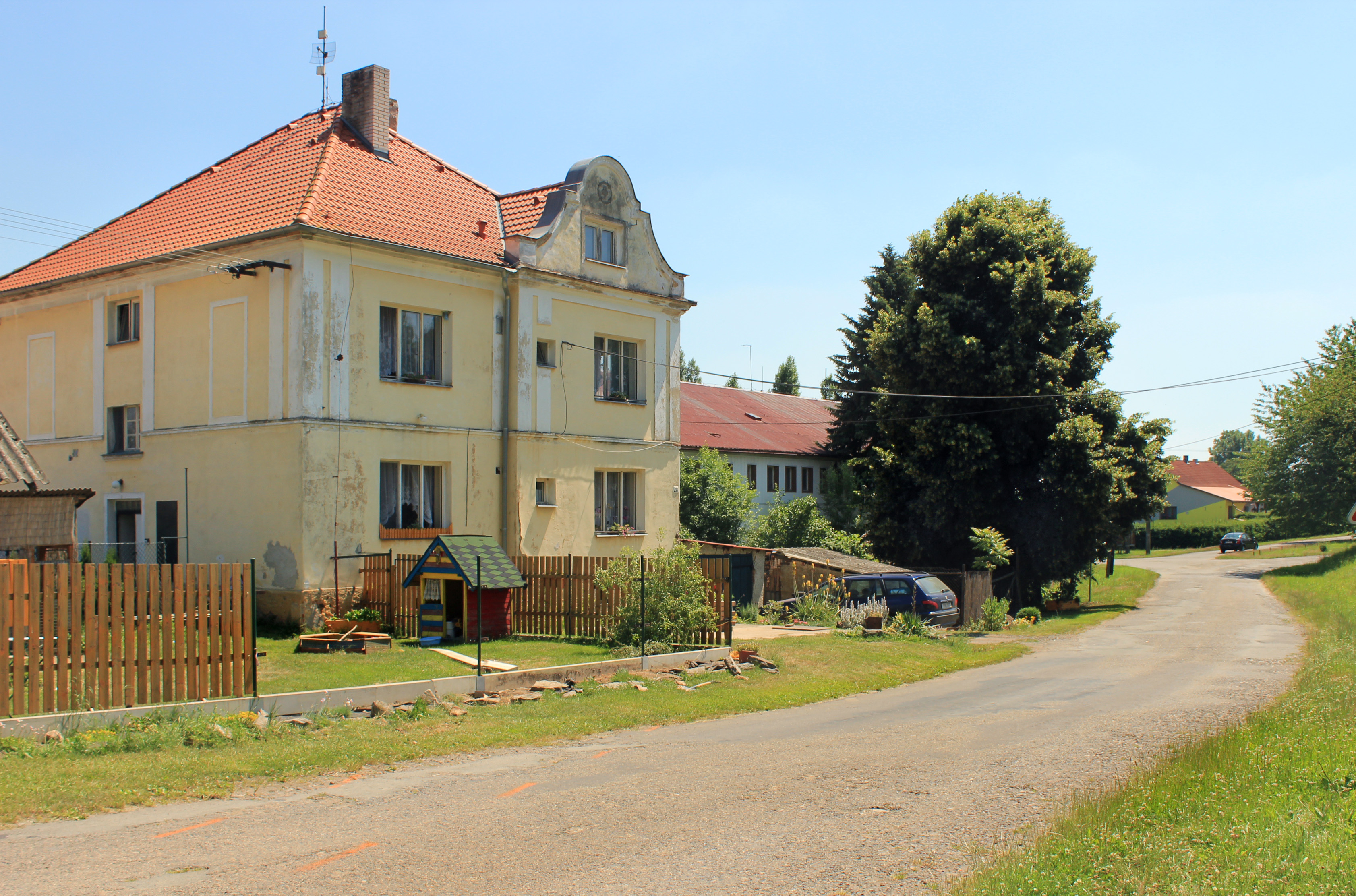
Domy u hlavní ulice
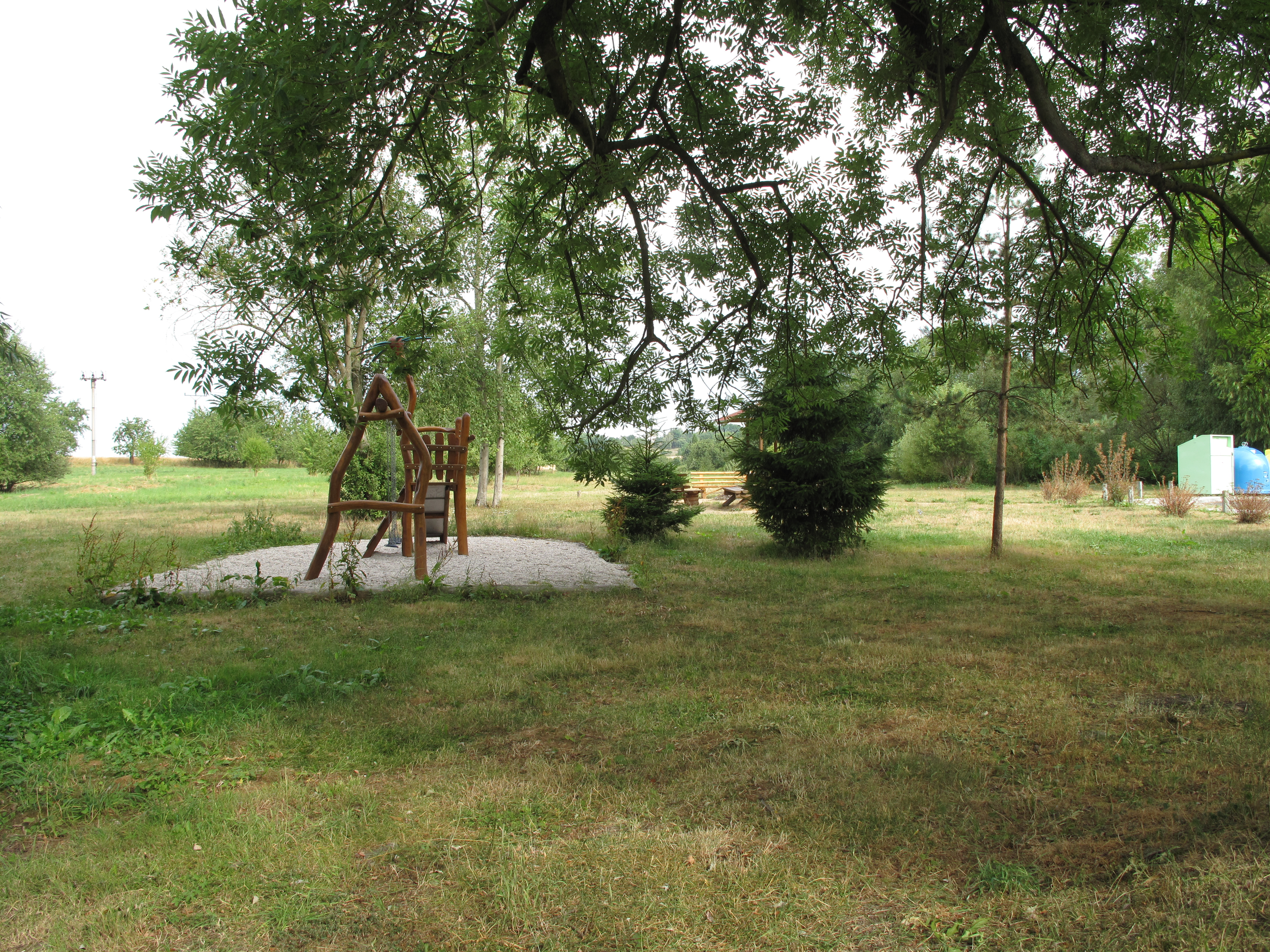
Dětské hřiště